# 欧洲足联俱乐部赛事记录和统计
欧洲三大盃，合指1971年至1999年间同时存在的三项欧洲足球赛事，分别是欧洲冠军联赛（包括前身歐洲冠軍球會盃）、欧洲优胜者杯和歐洲足協盃（前身為非欧洲足联主辦，於1955/56-1970/71年球季間舉行的国际城市博览会盃）。

## 三大杯資格
- 欧洲冠军联赛（舉辦年份：1955/56年至今）

1992/93年球季改制前，歐洲冠軍球會盃（European Cup），除衛冕冠軍外，只容許歐洲各地頂級聯賽冠軍隊伍參加，改制後續步擴軍，容許歐洲各地頂級聯賽前列隊伍參加，名稱改為歐洲冠軍聯賽（Champions League） 。
- 欧洲优胜者杯（舉辦年份：1960/61年-1998/99年）

除衛冕冠軍外，只容許歐洲各地盃賽盟主參加。
- 歐洲足協盃（舉辦年份：1971/72年-2008/2009年，2009/10年球季改名為欧足联欧洲联赛）

除衛冕冠軍外，容許歐洲各地頂級聯賽除冠軍以外的前列隊伍和其他盃賽盟主參加。
在1998/99年或以前，若隊伍擁有超過一項欧洲三大盃賽事參加資格，即以欧洲冠军联赛、欧洲优胜者杯、歐洲足協盃的順序間較高者為準。而2021/22年起，若隊伍擁有超過一項欧洲三大盃賽事參加資格，即以欧洲冠军联赛、欧足联欧洲联赛、欧足联欧洲协会联赛的順序間較高者為準。

## 盃賽改革
这三项赛事都由欧洲足联举办，代表欧洲足球俱乐部级别最高水平，地位高于其它诸如欧洲超级杯、国际托托杯等俱乐部赛事。这种说法主要见于中文，相反欧洲足坛本身并无直接对应词汇。
1992/93年球季開始，歐洲冠軍球會盃（European Cup）進行改制並續步擴軍，容許歐洲各地頂級聯賽前列隊伍參加，並引入小組賽賽制，名稱也改為欧洲冠军联赛（Champions League） 。 同一個頂級聯賽可以多達三四支球隊經常參與资格赛和正賽，此情況以多年壟斷歐洲賽事冠軍的英超、西甲、意甲、德甲和法甲球隊為甚。
1999/2000年球季開始，欧洲足联取消举行欧洲优胜者杯，将其并入歐洲足協盃，从此欧洲不再有“三大盃”，而只有欧洲冠军联赛和歐洲足協盃（2009/10年改名為欧足联欧洲联赛（Europa League））两大盃赛每年由俱乐部争逐。
2021/2022年球季開始，歐洲足協將會舉辦欧足联欧洲协会联赛 （Europa Conference League），從此歐洲再一次出現三大盃賽讓各球會角逐。而此前曾奪得欧洲优胜者杯的32支球隊更有機會成為「歐洲四冠王」。2025年，此前已经获得过旧欧洲三大杯冠军的車路士夺得2024年至2025年歐洲協會聯賽冠军，成为首个「歐洲四冠王」球队。

## 擁有欧洲三大盃冠軍

### 舊三大盃賽

#### 隊伍（五支）
| 隊伍       | 歐洲冠軍球會盃 欧洲冠军联赛        | 欧洲优胜者杯 | 歐洲足協盃 欧洲联赛 |
| ---------- | ---------------------------------- | ------------ | ------------------- |
| 祖雲達斯   | 1985, 1996                         | 1984         | 1977, 1990, 1993    |
| 阿積士     | 1971, 1972, 1973, 1995             | 1987         | 1992                |
| 拜仁慕尼黑 | 1974, 1975, 1976, 2001, 2013, 2020 | 1967         | 1996                |
| 車路士 ^   | 2012, 2021                         | 1971, 1998   | 2013, 2019          |
| 曼联       | 1968, 1999, 2008                   | 1991         | 2017                |

- 深色者為完成年份。
- ^ - 車路士是唯一一隊贏得歐洲三大盃 (欧洲冠军联赛、欧洲优胜者杯、欧洲联赛) 各兩次的球隊。

#### 球員（九人）
| 球員            | 歐洲冠軍球會盃 歐洲冠軍聯賽 | 欧洲优胜者杯                    | 歐洲足協盃 欧洲联赛 |
| --------------- | --------------------------- | ------------------------------- | ------------------- |
| 義大利          | 1985 - 祖雲達斯             | 1984 - 祖雲達斯                 | 1977 - 祖雲達斯     |
| 義大利          | 1985 - 祖雲達斯             | 1984 - 祖雲達斯                 | 1977 - 祖雲達斯     |
| 马尔科·塔尔代利 | 1985 - 祖雲達斯             | 1984 - 祖雲達斯                 | 1977 - 祖雲達斯     |
| Arnold Mühren   | 1973 - 阿積士               | 1987 - 阿積士                   | 1981 - 葉士域治     |
| 斯特凡诺·塔科尼 | 1985 - 祖雲達斯             | 1984 - 祖雲達斯                 | 1990 - 祖雲達斯     |
| Sergio Brio     | 1985 - 祖雲達斯             | 1984 - 祖雲達斯                 | 1990 - 祖雲達斯     |
| Luciano Bodini  | 1985 - 祖雲達斯             | 1984 - 祖雲達斯                 | 1991 - 國際米蘭     |
| Danny Blind     | 1995 - 阿積士               | 1987 - 阿積士                   | 1992 - 阿積士       |
| 詹卢卡·維亞利         | 1996 - 祖雲達斯             | 1990 - 桑普多利亞 1998 - 切爾西 | 1993 - 祖雲達斯     |
| 葡萄牙          | 2004 - 波爾圖               | 1997 - 巴塞羅那                 | 2003 - 波尔图       |

- 深色者為完成年份。

#### 教練／領隊（兩人）
| 教練／領隊        | 歐洲冠軍球會盃 欧洲冠军联赛 | 欧洲优胜者杯    | 歐洲足協盃                            |
| ----------------- | --------------------------- | --------------- | ------------------------------------- |
| 烏多·拉特克       | 1974 - 拜仁慕尼黑           | 1982 - 巴塞隆拿 | 1979 - 慕遜加柏                       |
| 基奧雲尼·查帕東尼 | 1985 - 祖雲達斯             | 1984 - 祖雲達斯 | 1977, 1993 - 祖雲達斯 1991 - 國際米蘭 |

- 深色者為完成年份。

### 新三大盃賽
2021–22年球季，歐洲足協新增歐協聯作為第三級歐洲俱樂部比賽，連同原有的歐冠盃、欧洲联赛，歐洲足協又回到三大盃賽時期。

#### 球隊
| 球員   | 歐洲冠軍球會盃 歐洲冠軍聯賽 | 歐洲足協盃 欧洲联赛 | 歐協聯 |
| ------ | --------------------------- | ------------------- | ------ |
| 車路士 | 2012, 2021                  | 2013, 2019          | 2025   |

- 深色者為完成年份。

#### 球員
| 球員   | 歐洲冠軍球會盃 歐洲冠軍聯賽 | 歐洲足協盃 欧洲联赛 | 歐協聯        |
| ------ | --------------------------- | ------------------- | ------------- |
| 義大利 | 2021 - 切爾西               | 2019 - 切爾西       | 2023 - 韋斯咸 |

- 深色者為完成年份。

#### 教練／領隊
| 教練／領隊 | 歐洲冠軍球會盃 欧洲冠军联赛 | 歐洲足協盃 欧洲联赛     | 歐協聯      |
| ---------- | --------------------------- | ----------------------- | ----------- |
| 葡萄牙     | 2004 - 波圖 2010 - 國際米蘭 | 2003 - 波圖 2017 - 曼聯 | 2022 - 羅馬 |

### 新四舊大盃賽

#### 球隊
| 球員   | 歐洲冠軍球會盃 歐洲冠軍聯賽 | 欧洲优胜者杯 | 歐洲足協盃 欧洲联赛 | 歐協聯 |
| ------ | --------------------------- | ------------ | ------------------- | ------ |
| 車路士 | 2012, 2021                  | 1971, 1998   | 2013, 2019          | 2025   |

- 深色者為完成年份。

## 三大盃小統計
(截至2020-2021球季)
當1989-90賽季，來自意大利甲組聯賽的球隊AC米蘭、森多利亞、與及祖雲達斯分別取下三大盃。在歐洲足球歷史上，這還是首次出現來自同一個國家的隊伍，於同一賽季中盡數拿下三大盃。而當1999年盃賽冠軍盃和歐洲足協盃合併後，這也成為唯一的一次。
當舊三大盃賽同時舉辦的28季中，來自同一國家的球隊於同一球季中拿下其中兩項，則出現過7次，分別是意大利3次、英格蘭及德國(包括西德)各兩次。另外，分別來自東、西德的球隊，也曾試過一次於同季分奪兩盃。類似的情況也曾發生在英國，分別來自英格蘭和蘇格蘭的球隊亦曾於同季稱王。到了1999年兩盃合併後，則只有來自西班牙的球隊，曾四度於同季囊括兩盃。並且，在這短短十數年間，分別有5支西甲球隊共計17度封王，無論球隊數目、捧盃次數均遠超別國，可見西班牙足球在此期間所取得的成功，的確空前。直至2019年由英格蘭球隊打破這局面，並首次出現來自同一國家球隊於同一屆包辦兩盃決賽的所有席位。而在新三大盃賽年代的2023年，英超的曼城和韋斯咸分别贏得三大盃的其中兩項，即欧洲冠军联赛和欧協联。
若以國家計，曾奪冠10次或以上的共有5個國家，分別是：第1位曾34度封王的西班牙，緊隨其後的是折桂28次的意大利及英格蘭，第四位是18冠的德國(包括東、西德)，而荷蘭也曾11度稱雄歐洲。只有一個國家的冠軍球隊數目達到雙位數，代表英格蘭奪冠的球隊共有11隊之多，若以英國計算，則還要加上蘇格蘭的3隊代表共計14支冠軍球隊。另外，不惶多讓的還要數坐擁9隊王者的日耳曼大軍和8支冠軍的意大利，4大聯賽中的西甲則有6支冠軍。若以城市計，具有18冠的馬德里傲視群雄，緊追在後的是具有15冠的米蘭，他們則各有2隊冠軍球隊。而出了最多冠軍隊伍的城市，乃是收藏了9隻奬盃的霧都倫敦，這眾多奬座來自於4隊不同球隊。同為9冠之城的還有出了2支冠軍的利物浦。隨後較為接近的是曼徹斯特市，曼市雙雄共6度折桂。此外，便只有里斯本和格拉斯哥有多於1隊冠軍球隊了，士砵亭和賓菲加曾3度封王，稍勝於格拉斯哥流浪和些路迪的2冠。
以球隊而論，只有皇家馬德里一支球隊於歐洲三大盃中，封王次數達雙位數共17次。同為9次的AC米蘭、巴塞隆拿及利物浦緊隨其後，再來依次為8冠盟主拜仁慕尼黑、7冠的西維爾和車路士，以及同得6冠的祖雲達斯、國際米蘭、阿積士。5度奪冠的則有曼聯；4度奪冠的有波圖；3度封王的則有熱刺、安德烈治、馬德里體育會、帕爾馬和飛燕諾；2度登頂的球隊共有8支，分別是：賓菲加、哥登堡、諾定咸森林、漢堡、慕遜加柏、多蒙特、基輔戴拿模、PSV燕豪芬和華倫西亞。此外，尚有30支球隊曾1次於三大盃賽中登頂，歐洲三大盃合計共曾出現過56支冠軍隊伍，最新出爐的乃是2008-09球季的欧洲联赛盟主薩克達。

## 有趣資料

### 歐洲三大盃亞軍隊伍
| 隊伍   | 欧洲冠军联赛                | 欧洲优胜者杯                                                                      | 歐洲足協盃 欧洲联赛                                                          |
| ------ | --------------------------- | --------------------------------------------------------------------------------- | ---------------------------------------------------------------------------- |
| 阿仙奴 | 2006 - 決賽 負 巴塞隆拿 1–2 | 1980 - 決賽 負 華倫西亞 加時 0–0， 互射十二碼 4–5 1995 - 決賽 負 薩拉戈薩 加時1–2 | 2000 - 決賽 負 加拉塔沙雷 加時0–0， 互射十二碼 1–4 2019 - 決賽 負 車路士 1-4 |

- 深色者為完成年份。

### 歐洲三大盃亞軍教練／領隊（一人）
| 教練／領隊    | 欧洲冠军联赛                           | 欧洲优胜者杯                             | 歐洲足協盃                                                    |
| ------------- | -------------------------------------- | ---------------------------------------- | ------------------------------------------------------------- |
| 阿尔塞纳·温格 | 2006 - 阿仙奴 （決賽 負 巴塞隆拿 1–2） | 1992 - 摩納哥 （決賽 負 雲達不萊梅 0–2） | 2000 - 阿仙奴 （決賽 負 加拉塔沙雷 加時0–0， 互射十二碼 1–4） |

- 深色者為完成年份。

### 剩下能完成的隊伍
- 盃賽冠軍盃停止後，20支尚未獲得其他榮譽，其中3支目前不在國內頂級聯賽
- 盃賽冠軍盃停止後，4支未獲得欧洲冠军联赛頭銜（馬德里體育會、熱刺、安德列治、華倫西亞）
- 盃賽冠軍盃停止後，5支未獲得欧洲联赛頭銜（AC米蘭、巴塞隆拿、多蒙特､ 漢堡､ 曼城)

## 歷年冠軍
| 球季 （決賽年份） | 歐洲冠軍盃（European Cup） 歐洲冠軍聯賽（Champions League） | 欧洲优胜者杯（Cup Winners' Cup） | 歐洲足協盃（UEFA Cup） 欧洲联赛（Europa League） | 歐協聯 （Europa Conference League） |
| 1955–56           | 皇家馬德里（1/15）                                          | 沒有舉辦                         | 沒有舉辦                                         | 沒有舉辦                            |
| 1956–57           | 皇家馬德里（2/15）                                          | 沒有舉辦                         | 沒有舉辦                                         | 沒有舉辦                            |
| 1957–58           | 皇家馬德里（3/15）                                          | 沒有舉辦                         | 沒有舉辦                                         | 沒有舉辦                            |
| 1958–59           | 皇家馬德里（4/15）                                          | 沒有舉辦                         | 沒有舉辦                                         | 沒有舉辦                            |
| 1959–60           | 皇家馬德里（5/15）                                          | 沒有舉辦                         | 沒有舉辦                                         | 沒有舉辦                            |
| 1960–61           | 賓菲加（1/2）                                               | 費倫天拿                         | 沒有舉辦                                         | 沒有舉辦                            |
| 1961–62           | 賓菲加（2/2）                                               | 馬德里體育會                     | 沒有舉辦                                         | 沒有舉辦                            |
| 1962–63           | AC米蘭（1/7）                                               | 熱刺                             | 沒有舉辦                                         | 沒有舉辦                            |
| 1963–64           | 國際米蘭（1/3）                                             | 士砵亭                           | 沒有舉辦                                         | 沒有舉辦                            |
| 1964–65           | 國際米蘭（2/3）                                             | 西汉姆联                         | 沒有舉辦                                         | 沒有舉辦                            |
| 1965–66           | 皇家馬德里（6/15）                                          | 多蒙特                           | 沒有舉辦                                         | 沒有舉辦                            |
| 1966–67           | 些路迪                                                      | 拜仁慕尼黑                       | 沒有舉辦                                         | 沒有舉辦                            |
| 1967–68           | 曼聯（1/3）                                                 | AC米蘭（1/2）                    | 沒有舉辦                                         | 沒有舉辦                            |
| 1968–69           | AC米蘭（2/7）                                               | 斯洛雲                           | 沒有舉辦                                         | 沒有舉辦                            |
| 1969–70           | 飛燕諾                                                      | 曼城                             | 沒有舉辦                                         | 沒有舉辦                            |
| 1970–71           | 阿積士（1/4）                                               | 車路士（1/2）                    | 沒有舉辦                                         | 沒有舉辦                            |
| 1971–72           | 阿積士（2/4）                                               | 格拉斯哥流浪                     | 熱刺（1/3）                                      | 沒有舉辦                            |
| 1972–73           | 阿積士（3/4）                                               | AC米蘭（2/2）                    | 利物浦（1/3）                                    | 沒有舉辦                            |
| 1973–74           | 拜仁慕尼黑（1/6）                                           | 馬格德堡                         | 飛燕諾（1/2）                                    | 沒有舉辦                            |
| 1974–75           | 拜仁慕尼黑（2/6）                                           | 基輔戴拿模（1/2）                | 慕遜加柏（1/2）                                  | 沒有舉辦                            |
| 1975–76           | 拜仁慕尼黑（3/6）                                           | 安德莱赫特（1/2）                | 利物浦（2/3）                                    | 沒有舉辦                            |
| 1976–77           | 利物浦（1/6）                                               | 漢堡                             | 祖雲達斯（1/3）                                  | 沒有舉辦                            |
| 1977–78           | 利物浦（2/6）                                               | 安德列治（2/2）                  | PSV燕豪芬                                        | 沒有舉辦                            |
| 1978–79           | 諾定咸森林（1/2）                                           | 巴塞隆拿（1/4）                  | 慕遜加柏（2/2）                                  | 沒有舉辦                            |
| 1979–80           | 諾定咸森林（2/2）                                           | 華倫西亞                         | 法蘭克福（1/2）                                  | 沒有舉辦                            |
| 1980–81           | 利物浦（3/6）                                               | 第比利斯戴拿模                   | 伊普斯维奇城                                     | 沒有舉辦                            |
| 1981–82           | 阿士東維拉                                                  | 巴塞隆拿（2/4）                  | 哥登堡（1/2）                                    | 沒有舉辦                            |
| 1982–83           | 漢堡                                                        | 阿伯丁                           | 安德莱赫特                                       | 沒有舉辦                            |
| 1983–84           | 利物浦（4/6）                                               | 祖雲達斯                         | 熱刺（2/3）                                      | 沒有舉辦                            |
| 1984–85           | 祖雲達斯（1/2）                                             | 愛華頓                           | 皇家馬德里（1/2）                                | 沒有舉辦                            |
| 1985–86           | 布加勒斯特星隊                                              | 基輔戴拿模（2/2）                | 皇家馬德里（2/2）                                | 沒有舉辦                            |
| 1986–87           | 波圖（1/2）                                                 | 阿積士                           | 哥登堡（2/2）                                    | 沒有舉辦                            |
| 1987–88           | PSV燕豪芬                                                   | 梅赫倫                           | 利華古遜                                         | 沒有舉辦                            |
| 1988–89           | AC米蘭（3/7）                                               | 巴塞隆拿（3/4）                  | 拿玻里                                           | 沒有舉辦                            |
| 1989–90           | AC米蘭（4/7）                                               | 森多利亞                         | 祖雲達斯（2/3）                                  | 沒有舉辦                            |
| 1990–91           | 貝爾格萊德紅星                                              | 曼聯                             | 國際米蘭（1/3）                                  | 沒有舉辦                            |
| 1991–92           | 巴塞隆拿（1/5）                                             | 雲達不萊梅                       | 阿積士                                           | 沒有舉辦                            |
| 1992–93           | 馬賽                                                        | 帕爾馬                           | 祖雲達斯（3/3）                                  | 沒有舉辦                            |
| 1993–94           | AC米蘭（5/7）                                               | 阿仙奴                           | 國際米蘭（2/3）                                  | 沒有舉辦                            |
| 1994–95           | 阿積士（4/4）                                               | 薩拉戈薩                         | 帕爾馬（1/2）                                    | 沒有舉辦                            |
| 1995–96           | 祖雲達斯（2/2）                                             | 巴黎聖日耳門                     | 拜仁慕尼黑                                       | 沒有舉辦                            |
| 1996–97           | 多蒙特                                                      | 巴塞隆拿（4/4）                  | 史浩克零四                                       | 沒有舉辦                            |
| 1997–98           | 皇家馬德里（7/15）                                          | 車路士（2/2）                    | 國際米蘭（3/3）                                  | 沒有舉辦                            |
| 1998–99           | 曼聯（2/3）                                                 | 拉素                             | 帕爾馬（2/2）                                    | 沒有舉辦                            |
| 1999–2000         | 皇家馬德里（8/15）                                          | 比賽停止                         | 加拉塔沙雷                                       | 沒有舉辦                            |
| 2000–01           | 拜仁慕尼黑（4/6）                                           | 比賽停止                         | 利物浦（3/3）                                    | 沒有舉辦                            |
| 2001–02           | 皇家馬德里（9/15）                                          | 比賽停止                         | 飛燕諾（2/2）                                    | 沒有舉辦                            |
| 2002–03           | AC米蘭（6/7）                                               | 比賽停止                         | 波圖（1/2）                                      | 沒有舉辦                            |
| 2003–04           | 波圖（2/2）                                                 | 比賽停止                         | 華倫西亞                                         | 沒有舉辦                            |
| 2004–05           | 利物浦（5/6）                                               | 比賽停止                         | 莫斯科中央陸軍                                   | 沒有舉辦                            |
| 2005–06           | 巴塞隆拿（2/5）                                             | 比賽停止                         | 西維爾（1/7）                                    | 沒有舉辦                            |
| 2006–07           | AC米蘭（7/7）                                               | 比賽停止                         | 西維爾（2/7）                                    | 沒有舉辦                            |
| 2007–08           | 曼聯（3/3）                                                 | 比賽停止                         | 辛尼特                                           | 沒有舉辦                            |
| 2008–09           | 巴塞隆拿（3/5）                                             | 比賽停止                         | 薩克達                                           | 沒有舉辦                            |
| 2009–10           | 國際米蘭（3/3）                                             | 比賽停止                         | 馬德里體育會（1/3）                              | 沒有舉辦                            |
| 2010–11           | 巴塞隆拿（4/5）                                             | 比賽停止                         | 波圖（2/2）                                      | 沒有舉辦                            |
| 2011–12           | 車路士（1/2）                                               | 比賽停止                         | 馬德里體育會（2/3）                              | 沒有舉辦                            |
| 2012–13           | 拜仁慕尼黑（5/6）                                           | 比賽停止                         | 車路士 (1/2）                                    | 沒有舉辦                            |
| 2013–14           | 皇家馬德里（10/15）                                         | 比賽停止                         | 西維爾（3/7）                                    | 沒有舉辦                            |
| 2014–15           | 巴塞隆拿（5/5）                                             | 比賽停止                         | 西維爾（4/7）                                    | 沒有舉辦                            |
| 2015–16           | 皇家馬德里（11/15）                                         | 比賽停止                         | 西維爾（5/7）                                    | 沒有舉辦                            |
| 2016–17           | 皇家馬德里（12/15）                                         | 比賽停止                         | 曼聯                                             | 沒有舉辦                            |
| 2017–18           | 皇家馬德里（13/15）                                         | 比賽停止                         | 馬德里體育會（3/3）                              | 沒有舉辦                            |
| 2018–19           | 利物浦（6/6）                                               | 比賽停止                         | 車路士（2/2）                                    | 沒有舉辦                            |
| 2019–20           | 拜仁慕尼黑（6/6）                                           | 比賽停止                         | 西維爾（6/7）                                    | 沒有舉辦                            |
| 2020–21           | 車路士（2/2）                                               | 比賽停止                         | 比利亞雷阿爾                                     | 沒有舉辦                            |
| 2021–22           | 皇家馬德里（14/15）                                         | 比賽停止                         | 法蘭克福（2/2）                                  | 羅馬                                |
| 2022–23           | 曼城                                                        | 比賽停止                         | 西維爾（7/7）                                    | 韋斯咸                              |
| 2023–24           | 皇家馬德里（15/15）                                         | 比賽停止                         | 義大利                                           | 奧林比亞高斯                        |
| 2024–25           | 巴黎聖日耳門                                                | 比賽停止                         | 熱刺（3/3）                                      | 車路士                              |

## 外部連結
- 欧洲冠军联赛官方網站 （页面存档备份，存于）
- 欧足联欧洲联赛官方網站 （页面存档备份，存于）
- RSSSF 欧洲冠军联赛資料 （页面存档备份，存于）
- RSSSF 欧洲优胜者杯資料 （页面存档备份，存于）
- RSSSF 欧足联欧洲联赛資料 （页面存档备份，存于）